# Düren
Pour l’article homonyme, voir Düren (Sarre).
 (août 2022).
Si vous disposez d'ouvrages ou d'articles de référence ou si vous connaissez des sites web de qualité traitant du thème abordé ici, merci de compléter l'article en donnant les références utiles à sa vérifiabilité et en les liant à la section « Notes et références ».
Düren (lat. villa duria, Marcodurum) est une ville d'Allemagne du Land de Rhénanie-du-Nord-Westphalie et traversée par la Rour.
La ville de Düren se trouve à 37 km du centre de Cologne située au Nord-Est, à 17 km au Nord-Ouest de Zülpich, à 28 km à l'Est d'Aix-la-Chapelle, à 45 km à l'Est de Bonn et compte plus de 95 000 habitants.

## Municipalité
Outre la ville même de Düren (51 041 habitants), la municipalité est divisée en plusieurs quartiers qui étaient auparavant des villages ou des communes indépendantes : 
- Arnoldsweiler : 3 289 habitants
- Berzbuir : 504 habitants
- Birgel : 1 906 habitants
- Birkesdorf : 8 116 habitants
- Derichsweiler : 2 749 habitants
- Echtz-Konzendorf : 2 196 habitants
- Gürzenich : 5 681 habitants
- Hoven : 1 854 habitants
- Krauthausen : 324 habitants
- Kufferath : 349 habitants
- Lendersdorf : 3 810 habitants
- Mariaweiler : 2 603 habitants
- Merken : 3 269 habitants
- Niederau : 2 484 habitants

## Histoire
| Appartenances historiques Saint-Empire (Ville libre) 1000-1241 Comté de Juliers 1241-1336 Margraviat de Juliers 1336-1356 Duché de Juliers 1356-1797 République cisrhénane (Roer) 1797-1802 République française (Roer) 1802-1804 Empire français (Roer) 1804-1813 Royaume de Prusse (Province de Juliers-Clèves-Berg) 1815-1822 Royaume de Prusse (Province de Rhénanie) 1822-1918 République de Weimar 1918-1933 Reich allemand 1933-1945 Allemagne occupée 1945-1949 Allemagne de l'Ouest 1949-1990 Allemagne 1990-présent |

En 2009 fut découvert sur le territoire de la commune un village néolithique, comprenant plus de 40 maisons, des puits et un cimetière de plus de 200 sépultures. Les habitants y vivaient de l'agriculture. Une fortification de l'âge du bronze fut aussi découverte.
La région fut ensuite occupée par la tribu celte des Éburons, par les légions romaines, puis par des colons germains à la suite des Grandes invasions.
Charlemagne tint à Düren trois Champs de mai, en 761, 775 et 779. Elle devint ensuite ville du Saint Empire romain germanique.
Elle est dévastée par les Vikings en 881 et 882.
En 1124 débuta la construction d'une muraille défensive, qui comporta en définitive douze tours et cinq portes. Il en reste quelques ruines et une tour.
La ville est prise et incendiée par les troupes de Charles Quint le 26 août 1543.
Les armées françaises l'occupèrent de 1794 à 1814 : elle fut intégrée au département de la Roër.
La ville est ensuite intégrée à la Prusse en 1815, à la suite des décisions du Congrès de Vienne.
Elle est reliée au réseau ferré allemand en 1837.
Au cours de la Première Guerre mondiale y est installé un aérodrome pour dirigeables Zeppelin, destinés aux missions en France et en Angleterre.
La ville fut presque entièrement détruite par un bombardement stratégique allié le 16 novembre 1944, puis elle fut prise le 20 décembre par la 9e armée des États-Unis.
Düren est le siège administratif de la circonscription portant le même nom.
Elle fut le siège d'une base militaire des forces belges en Allemagne de 1945 à 1962, où stationnaient le 1er Lancier, le 1er Guide, le 1er Chasseur à cheval et une compagnie de transport. Cette base fournit en 1960 un bataillon de marche, composé d'une compagnie de chacune de ces unités, afin d'effectuer une mission de sécurité de 6 mois au Congo belge.

## Art
Le musée Leopold-Hoesch (de) possède une collection importante de tableaux expressionnistes. Avec le Musée du Papier (Papiermuseum), il organise tous les deux ans le PaperArt, un festival international d'art du papier.

## Personnages célèbres
À Düren sont nés :
- Franz Fabricius (1525-1573), érudit allemand
- Jean-Dominique Fuss (1782-1860), poète et historien belge
- Carl Christian Jügel (1783-1869), libraire et éditeur prussien
- Hermann Heinrich Gossen (1810 - 1858), économiste allemand
- Johann Peter Gustav Lejeune Dirichlet (1815 - 1859), mathématicien allemand
- Max von Schillings (1868-1933), chef d'orchestre allemand, directeur de l'orchestre national Staatsoper Unter den Linden à Berlin
- Georg Hamel (1877–1954), mathématicien allemand
- Theo Osterkamp (1892–1975), pilote de chasse allemand
- Rudolf Schoeller (1902-1978), pilote de course automobile suisse
- Sybille Schmitz (1909-1955), actrice allemande
- Karl Kreutzberg (1912-1977), joueur de handball allemand
- Georg Stollenwerk (1930-2014), joueur de football allemand
- Margot Eskens (1939-), chanteuse de schlager allemande
- Karl-Heinz Schnellinger (1939-2024), footballeur allemand
- Harald Konopka (1952-), footballeur allemand
- Harald Schumacher (1954 – ), footballeur allemand
- Wilfried Hannes (1957-), footballeur allemand
- Maris Pfeiffer (1962-), réalisatrice, scénariste et productrice allemande
- Ute Hasse (1963-), nageuse de brasse allemande
- Patrick Weiser (1971-), footballeur allemand
- Deniz Naki (1989-), footballeur allemand d'origine kurde
- Wilson Kamavuaka (1990-), footballeur congolais
- Christoph Moritz (1990-), footballeur allemand
- Johanna Elsig (1991-), footballeuse allemande
- Simon Ernst (1994-), handballeur allemand
- Lars Vogt (1970-2022), pianiste, chef d'orchestre

À Düren sont décédés :
- Paul Aler (1654-1727), jésuite allemand, éducateur de renom et auteur de livres pédagogiques
- Ernst Neumann-Neander (1871-1954), artiste et concepteur allemand de véhicules
- Gerhard Huttula (1902-1996), directeur de la photographie et technicien en effets spéciaux allemand
- Rudolf Schock (1915-1986), ténor allemand

Selon certains historiens, Charlemagne serait né à Düren.

## Jumelages
- Valenciennes (France)
- Cormeilles (France) depuis 1970[2]

## Source partielle

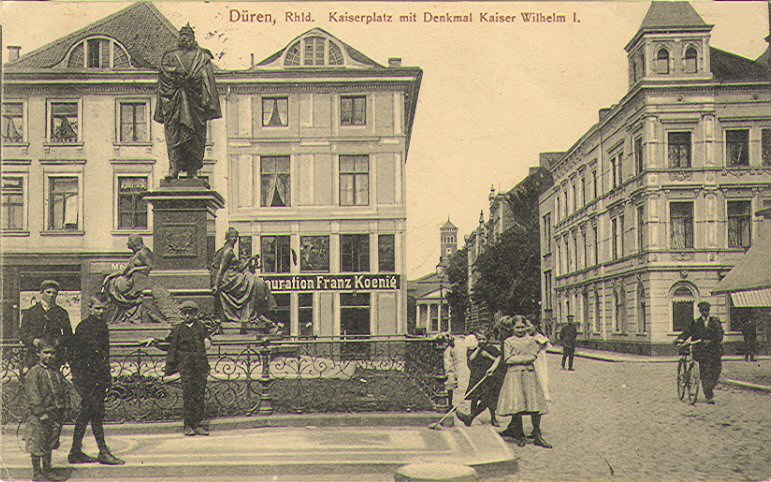
La Kaiserplatz avant la Première Guerre mondiale, avec la statue de Guillaume Ier par Uphues.

Marie-Nicolas Bouillet  et Alexis Chassang (dir.), « Düren » dans Dictionnaire universel d’histoire et de géographie, 1878 (lire sur Wikisource)